# John Roebuck
John Roebuck (Sheffield, 1718 – Lancashire, 17 luglio 1794) è stato un inventore, chimico e medico inglese.

## Biografia
Roebuck studiò medicina a Edimburgo dove mostrò interesse per la chimica, si laureò all'università di Leiden nel 1742. Iniziò a praticare la sua attività a Birmingham, interessandosi sempre di più alla chimica e alle sue possibilità pratiche. Con Samuel Garbett nel 1749 costruì una piccola industria a Prestonpans (Scozia) per la produzione dell'acido solforico e per qualche anno i due ebbero il monopolio assoluto. Si ricorda in quanto ha svolto un importante ruolo nella rivoluzione industriale, ed è stato colui che ha portato a scala industriale l'acido solforico mediante il processo delle camere di piombo.